# Periclimenes ungujaensis
Periclimenes ungujaensis är en kräftdjursart som beskrevs av Bruce 1969. Periclimenes ungujaensis ingår i släktet Periclimenes och familjen Palaemonidae. Inga underarter finns listade i Catalogue of Life.